# 門峴線
門峴線（ムンヒョンせん）は、大韓民国釜山広域市の釜山駅から牛岩駅までを結んでいた韓国鉄道庁の鉄道路線（貨物線）である。1972年12月1日に廃止された。

## 路線データ
- 路線距離:4.7km
- 軌間:1,435mm（標準軌）
- 駅数:2駅
- 地上区間:全線

## 歴史
- 1958年3月11日：開業[1]
- 1972年12月1日：廃止[2]

## 駅一覧
- 駅所在地は全線釜山広域市内。

| 駅名   | 駅名     | 駅名  | 駅間キロ (km) | 累計キロ (km) | 駅 等級 | 駅種別 | 接続路線       | 所在地 |
| 日本語 | ハングル | 英語  | 駅間キロ (km) | 累計キロ (km) | 駅 等級 | 駅種別 | 接続路線       | 所在地 |
| ------ | -------- | ----- | ------------- | ------------- | ------- | ------ | -------------- | ------ |
| 釜山駅 | 부산역   | Busan | 0.0           | 0.0           | 1級     | 管理駅 | 鉄道庁：京釜線 | 東区   |
| 牛岩駅 | 우암역   | Uam   | 4.7           | 4.7           |         |        |                | 南区   |